# رضاآباد (اشترینان)
رضاآباد روستایی است از توابع شهرستان بروجرد در استان لرستان. این روستا در دهستان بردسره در بخش اشترینان این شهرستان قرار دارد.

## جمعیت
بنابر سرشماری مرکز آمار ایران، جمعیت رضاآباد در سال ۱۳۸۵ برابر با ۴۱۳ نفر بوده‌است که از این میان ۲۱۹ نفر مرد و بقیه زن بوده‌اند. این روستا ۱۰۷ خانوار دارد.